# Хомофилско движение
Думата хомофил е архаизъм на думата хомосексуален, думата все пак и днес бива предпочитана от някои, защото чрез нея се набляга по-скоро на аспекта на „любовта“ (-фил, на гръцки φιλία), отколкото на секса. Хомофил и произтичащото хомофилия (хомосексуалност) са често употребявани през 50-те и 60-те години на XX век от хомосексуалните организации и публикации; действащите групи от този период са известни в наши дни под името хомофилско движение, а през 90-те до днес термините се употребяват вместо „сексуалните“ еквиваленти от Англиканската църква в нейните публикации по въпросите хомосексуалността и равното третиране на хомосексуалните християни .
С термина Хомофилско движение се означава периодът на съществуване на движението за гей освобождение, който обхваща в общи линии времето от края на Втората световна война до бунтовете в Стоунуол през 1969 г., след които се заражда гей движението.
Терминът „хомофил“ започва да излиза от употреба със зараждането през края на 60-те и началото на 70-те години на XX век на движението за гей освобождение, като на негово място навлизат нови термини като лесбийка, гей, бисексуален и трансджендър, въпреки че някои от хомофилските групи продължават дейността си и през 80-те и 90-те години, дори и в наши дни.
В англоезичните страни „хомофил“ понякога се използва разговорно в ЛГБТ средите със значение на човек, който определя себе си като хетеросексуален, но който в същото време е привлечен от ЛГБТ личности в социалните си контакти, също както и от ЛГБТ културата и обществото.

## Хомофили срещу хомосексуални и гей
Думата „хомофил“ (homophile) навлиза в английския език въз основа на предпочитането от страна на хомосексуалните организации от средата на XX век да използват този неологизъм на мястото на „хомосексуалност“, поради отрицателната натовареност на последния заради наличието на термина „сексуалност“. Те решават да заменят латинското „sexualitas“ с гръцкото φιλία (филиа), което има значение на братска, необвързана със сексуалността любов, с което целят да се представят по един по-мек и приемлив за обществото начин.
Може все пак да се каже, че опитът да се популяризира сексуалното освобождаване, прикривайки основния му елемент, а именно сексуалността, е ако не друго, то противоречив, както показват между впрочем и бъдещите събития. Въпреки това остава фактът, че гей движението, което във фазата си на зараждане възприема хомофилското движение като група от сдържани и благоприлични хора, допуска грешка в безкритичното си осъждане на тази начална фаза. Дори и хомофилското движение да не успява да постигне исканията си (в основни линии отмяната на анти-хомосексуалните закони), то все пак изиграва една важна, подготвителна роля, състояща се във възпитаване, координация, „осъзнаване“ и акултурация, без които би било почти невъзможно зараждането, в рамките на изключително кратко време, на гей движението в глобален мащаб.
Основната разлика между хомофилското и гей движението е в това, че първото се стремяло към интеграция на „хомофилите“ в обществото, такова каквото то е, докато гей движението се обявило за това обществото да бъде променено така, че в него да могат да се интегрират и всички онези, които биват класифицирани като „маргинални“ (показателно е името на един доста провокативен филм на Rosa von Praunheim от 1970 г., Nicht der Homosexuelle ist pervers, sondern die Situation, in der er lebt (Не хомосексуалният човек е перверзен, а положението, в което живее)). Разликите между двете движения в тази начална фаза не са никак малки, но с течение на времето и с прогресивната промяна на обществените нагласи, исканията на двете движения стават все по-еднакви (от искането за отмяна на анти-хомосексуалните закони до искането за признаването на еднополовия брак).
Зараждането на гей движението води до спонтанното разпадане на една голяма част от хомофилските сдружения (особено в Съединените щати), докато друга част от тях, какъвто е примерът в част от европейските страни като Холандия или скандинавските страни (които са и страните с най-стари гей организации в света), се приобщават, дори и с леки колебания, към гей движението. В скандинавските страни и до днес се среща често употребата в разговорната реч на думата „хомофил“ със значение на хомосексуален.
В някои случаи, като например Обединеното кралство и САЩ, могат да се видят все още някои стари съкращения, обозначаващи „хомофилски“ сдружения, съществували някога в национален мащаб, но това по-скоро може да се определи като местна характеристика (на даден град например), целяща най-вече постигането на културен, а не политически ефект.

## История
След една фаза на относителни придобивки от страна на движенията за права на хомосексуалните през края на XIX и началото на XX век, енергично развиващата се гей субкултура през 20-те и 30-те години на ХХ век затихва с настъпването на войната в Европа. Германия, която традиционно се възприема за родината на хомосексуалните движения, се превръща, под властта на нацистите, от най-доброто място за хомосексуалните хора в Европа в най-опасното. Швейцарското списание Der Kreis („Кръгът“) е единственото хомосексуално списание, което бива публикувано през нацисткия период. Der Kreis се издавало от Anna Vock, а по-късно от Karl Meier; в началото групата, работеща по изданието, била съставена предимно от жени, но през 30-те години мъжкото присъствие станало доминиращо, като в същото време и тонът на списанието поомекнал значително.
След края на войната започва процес на повторно сформиране на различни организации, като например холандската организация COC, която възобновява дейността си през 1946 г. Зараждат се и нови формации, като например Forbundet af 1948 (Лига на 1948), основана от Axel Axgil в Дания, като Helmer Fogedgaad издава от януари 1949 г. до 1952 г. и списание с името Vennen („Приятелят“). С цел да представи идеята за „хомофилия“ на публиката си, Fogedgaad използва през май 1950 г. псевдонима „Homophilos“ („Хомофил“), без да знае обаче, че тази дума е била вече създадена няколко месеца по-рано от Jaap van Leeuwen – един от основателите на холандската COC. Терминът бързо се разпространява измежду членовете на зараждащото се следвоенно движение, които са доволни от факта, че по този начин могат да подчертаят романтичната страна на връзките си, поставяйки на заден план сексуалната.
През 1948 г. се сформира шведско представителство на Forbundet af 1948, а през 1950 г. и норвежко. През 1950 г. шведският клон преминава в независима организация под името Riksförbundet för sexuellt likaberättigande (RFSL, известна на английски като Swedish Federation for Lesbian, Gay, Bisexual and Transgender Rights, Шведско сдружение за права на лесбийки, гей, бисексуални и трансджендър), оглавявана от Allan Hellman. В същата тази година в Съединените щати се сформира организацията Mattachine Society, а след нея ONE, Inc. (1952 г.) и Daughters of Bilitis (1955 г.). Към 1954 г. месечните продажби на списанието на ONE достигат до 16.000 копия. В този период се зараждат хомофилски организации също така и във Франция, Arcadie (1954 г.), и във Великобритания – Homosexual Law Reform Society (1958 г.).
Общото мнение е, че всички тези организации действат по доста предпазлив и не особено политически настоятелен начин, в сравнение с ЛГБТ движенията от предходния и следващия период. Историкът Michael Sibalis описва убежденията на френското хомофилско сдружение Arcadie: „враждебността на обществото към хомосексуалните хора се дължи до голяма степен на тяхното ексцентрично и клонящо към промискуитет поведение; хомофилите биха спечелили общественото одобрение и това на властите по-скоро ако действат по по-дискретен, достоен, целомъдрен и почтен начин.“" В този период, все пак, дори и да е имало хора, готови да направят каминг аут, те рискували да бъдат подложени на доста жестоко преследване, въпреки че някои от представителите на хомофилкото движение, като американския комунист Harry Hay, не се поколебавали да действат и по по-радикален начин.
Към средата на 60-те години гейовете, лесбийките и транссексуалните хора в Съединените щати са вече едно доста по-видимо общество, а това се отразява и на отделните хомофилски организации, които започват постепенно да предприемат все по-решителни политически действия. От средата на 60-те години те започват да организират демонстрации и протести, като за пръв път не се колебаят да заявят себе си на обществени места. Сформираната през 1964 г. организация San Franciscan Society for Individual Rights (SIR) била организирана по един доста отворен и демократичен начин. Тяхната цел била да създадат една голяма и силна общност, поради което организирали драг шоу, вечери, бридж клубове, боулинг отбори, игри на софтбол, походи, уроци по различни изкуства и групи за медитация. През 1966 г. те отварят първия за Съединените щати център за гей и лесбийки, а през 1968 г. членовете им наброяват вече над 1000 души, което ги прави най-голямата хомофилска организация в САЩ. Първата в света гей книжарница отваря врати в Ню Йорк през 1967 г. А според някои историци, една гей манифестация пред Independence Hall във Филаделфия през 1965 година поставя началото на модерното движение за гей права. Междувременно, през 1966 г., в Сан Франциско транссексуални улични проститутки от бедния квартал Тендерлойн се разбунтуват срещу проявите на полицейско насилие в известния ресторант Compton’s Cafeteria. Тези и много други действия, предприемани, за да се устои на потисничеството спрямо хомосексуалните хора, създават чувство за едно гей освобождение, което не след дълго ще даде името на едно ново движение в Съединените щати (Gay Liberation).

## Употреба на термина „хомофил“ от страна на Английската църква
Английската църква (Church of England) употребява термина „хомофил“ в някои контексти от 1991 г. насам – например: „хомофилска ориентация“ и „сексуално активни хомофилски действия“.

## Списък на хомофилски организации и публикации
Великобритания
- Homosexual Law Reform Society (1958 г. – 1970 г., когато името му бива сменено на Sexual Law Reform Society). Организацията HLRS се сформира в отговор на Wolfenden report от 1957 г. По-голямата част от членовете са хетеросексуални.
- Campaign for Homosexual Equality (1964 г. – наши дни).

Дания
- Forbundet af 1948 (1948 – ?) и Pan (1954 – наши дни)

САЩ
- Vice Versa: America's Gayest Magazine (1947 г. – 1948 г.), първото периодично издание за лесбийки в Съединените щати, което се разпространявало безплатно. Lisa Ben (анаграма на „lesbian“ – ‘лесбийка’), 25-годишната секретарка от Лос Анджелис, която създава Vice Versa, избира името „защото по онова време нашият начин на живот се смятал за порок.“
- Mattachine Society (1950 г. – 1987 г.) и Mattachine review (1955 г. – 1966 г.)[4]; Homosexual Citizen, (издавано от във Вашингтон, 1966 – ?).
- Daughters of Bilitis (1955 – наши дни) и The Ladder (1956 г. – 1972 г.); Focus (издавано в Бостън, 1971 г. – 1983 г.); Sisters, (национално списание, издавано в Сан Франциско, 1971 – 1975).
- ONE, Inc. (1952 – наши дни) и One magazine (1953 г. – 1972 г.)[4]; Homophile Studies (1958 – 1964)
- Janus Society (1962 – 1969) и списание drum (sic) (1964 г. – 1969 г.). Колоритно списание за мъже гей, drum достига тираж от 10 000 броя до 1966 г.
- Society for Individual Rights (1964 – 1976)[4] и Vector (1965 г. – 1977 г.)
- Homosexual Law Reform Society (1965 г.–1969 г.).
- Phoenix: Midwest Homophile Voice, списание на Канзас Сити, Мисури (1966 г. – 1969 г.)
- Homophile Action League (Филаделфия) и HAL Newsletter (1969 г. – 1970 г.).

Франция
- Arcadie (списание, излизащо от 1954 г. до 1982 г.) и организация със същото наименование. Често публикувано с подзаглавието „Mouvement homophile de France“ (Френско хомофилско движение).

Холандия
- COC (1946 – наши дни) е първата хомофилска организация. Нейното първо списание, Vriendschap, излиза в периода от 1949 г. до 1964 г. (на разположение онлайн Архив на оригинала от 2004-09-29 в Wayback Machine.). Тази организация издава и редица други публикации.

Швеция
- Riksförbundet för sexuellt likaberättigande (RFSL) (1950 г. – наши дни).